# À Paris sous la botte des nazis
 (septembre 2023).
Si vous disposez d'ouvrages ou d'articles de référence ou si vous connaissez des sites web de qualité traitant du thème abordé ici, merci de compléter l'article en donnant les références utiles à sa vérifiabilité et en les liant à la section « Notes et références ».
À Paris sous la botte des nazis est un livre de Jean Eparvier. 
Il fut achevé d'imprimer le 28 novembre 1944 sur les presses de Draeger, aux éditions Raymond Schall à Paris. Témoignage en images des quatre années d’Occupation, cet ouvrage préfacé par le Général de Gaulle comprend des photographies de Roger Schall, Robert Doisneau, Roger Parry, Jean Seeberger, André Papillon, Pierre Jahan, Maurice Jarnoux. L'étude et la réalisation artistique sont dues à Jean-Louis Babelay. L’ouvrage sera réédité deux fois.
Dans un tout autre registre le livre du Docteur Robert Wimmer Reflets de Paris  donne du Paris occupé un tout autre regard.